# Said Mohamed Djohar

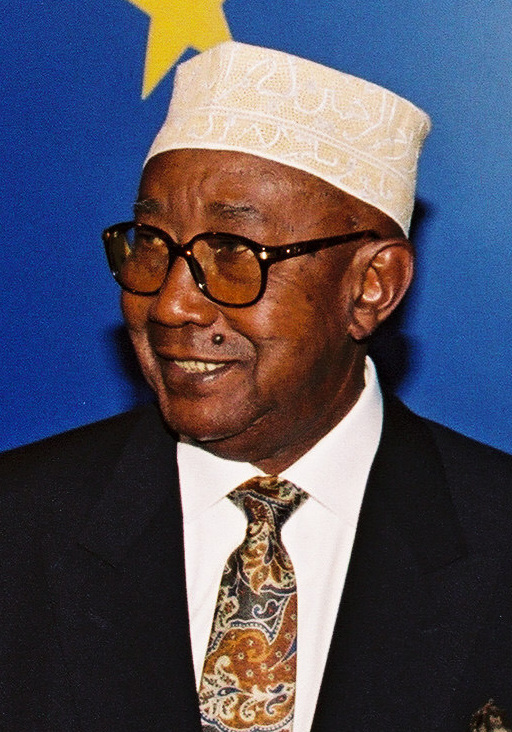
Said Mohamed Djohar, 1991

Said Mohamed Djohar (arabisch سعيد محمد جوهر; * 22. August 1918; † 22. Februar 2006 in Mitsamiouli) war Präsident der Komoren. Djohar amtierte einmalig vom 27. November 1989 bis zum 25. März 1996. Er ging als erster demokratisch gewählter Präsident seines Landes in die Geschichte ein. Seine Amtszeit wurde von einem Putsch unterbrochen, weshalb er in der Zeit vom 28. September 1995 bis zum 26. Januar 1996 nicht seinem Mandat nachkommen konnte.

## Politische Karriere
Unter der Präsidentschaft von Ahmed Abdallah diente Djohar als Präsident des Obersten Gerichtshofs. Die Amtszeit Abdallahs endete Ende November 1989 durch Tod, genauer: Er wurde – wie auch ein Leutnant der Leibwache – bei einem Feuergefecht zwischen Aufständischen und Soldaten getötet. Kurz zuvor hatte Abdallah bei einer Volksabstimmung über eine Verfassungsänderung stimmen lassen, die ihm eine dritte sechsjährige Amtszeit als Präsident erlaubt hätte. Aus Sicht der Opposition sei es bei dem positiv verlaufenen Referendum jedoch zu „Betrug in großem Maßstab“ gekommen. Später wurde die Leibwache unter der Führung Bob Denards als Täter benannt. Gleichwohl soll der Auftrag von Djohar stammen.
Said Djohar agierte im Anschluss zunächst als Interimspräsident, so wie es die Verfassung für den Präsidenten des Obersten Gerichtshofs vorsieht. Dabei nahm er sowohl Abstand von der Empfehlung des Runden Tischs, eine Regierung der nationalen Einheit zu bilden, als auch von der verfassungsgemäßen Vorgabe, die ordnungsgemäße Präsidentschaftswahl Mitte Januar 1990 durchführen zu lassen. Djohar trat dann Mitte Februar 1990 für die Union Comorienne pour le Progrès – Oudzima (UCP) gegen fünf Mitbewerber an und setzte sich – nach Komplikationen dabei klar durch. Dabei errang er in der ersten Runde mit 44.845 Stimmen bzw. 23,1 % den zweiten Platz hinter Mohammed Taki Abdoulkarim, der mit 47.329 Stimmen bzw. 24,4 % Stimmenanteil als Sieger in die Stichwahl ging. In dieser setzte sich dann der ursprünglich zweitplatzierte Djohar mit 103.000 Stimmen (55,1 %) gegenüber Mohamed Taki mit 84.178 Stimmen (44,9 %) durch.
Außenpolitisch setzte er auf die privilegierten Beziehungen zu Frankreich und Südafrika und intensivierte zudem die diplomatischen Beziehungen zu den arabischen Staaten. Nach dem Überfall des Irak auf Kuwait wandte sich Djohar von diesem langjährigen Partner der Komoren ab und dem Iran zu, was ihm sowohl Sympathien im Iran als auch in den Vereinigten Staaten einbrachte. Diplomatische Reisen in seinem ersten vollen Kalenderjahr als Präsident führt ihn nach Frankreich, Madagaskar und Mosambik.
Innenpolitisch musste Djohar in seinem zweiten Jahr eine massive Schwächung hinnehmen, da seine Regierungspartei durch den Austritt verschiedener Minister mit anschließender Parteineuhgründungen gespalten wurde. Aufgrund wechselnder Koalitionen waren unterjährig zudem verschiedene Regierungsumbildungen notwendig. Anfang Dezember 1991 brachten 24 von 42 Parlamentariern ein Misstrauensvotum ein, dessen Umsetzung „vom Parlamentssprecher manipulativ verhindert wurde“. Außenpolitisch stand der Präsident „unter massiven Pressionen Frankreichs, das eine Verfassungsreform fordert und gleichzeitig finanziellen Druck ausübte, um die Regierung zu einem Strukturanpassungsübereinkommen mit den beiden Bretton-Woods-Übereinkommen zu bewegen“. Um die Bindung an die islamische Welt zu stärken, entsandte er im Januar 1991 ein Truppenkontingent anlässlich des zweiten Golfkriegs nach Saudi-Arabien, zudem wurden die bilateralen Beziehungen zu Madagaskar weiter intensiviert. Staatsbesuche führten ihn u. a. nach Frankreich und Belgien. Die innenpolitischen Komplikationen, die Djohar zu bewältigen hatte, setzten sich auch in seinem dritten Jahr fort – so musste er im Mai und Juli gleich zweimal die Regierung umbilden. Zudem wurden am Jahresanfang diverse politische Streiks durchgeführt, da Djohars Regierung nicht mehr in der Lage war, die Gehälter der Staatsangestellten zu bezahlen. Im Februar 1992 gingen gar Schüler und Studenten in einen Hungerstreik. Außerdem wurde er im August 1991 vom Präsidenten des Obersten Gerichtshof aus dem Amt entlassen, ignorierte diese Maßnahme jedoch und verhaftete stattdessen sämtliche Mitgliedes des Obersten Gerichtshofs. Anschließend rief er den Notstand aus.
Seine einmalige Amtszeit wurde durch einen Putsch des Söldners Bob Denard unterbrochen. Durch einen Eingriff der ehemaligen Kolonialmacht Frankreich wurde er nach einigen Wochen jedoch wieder in seinem Amt installiert.

## Privates
Djohar war der Halbbruder des ehemaligen sozialistischen Präsidenten Ali Soilih.
Er starb in seinem Haus in Mitsamiouli im Norden der Komoren, etwa 40 km nördlich der Stadt Moroni. Eine offizielle Todesursache wurde zunächst nicht angegeben, laut einiger Offizieller soll er aber schon länger krank gewesen sein.